# Тиес (област)
Тиес е една от 11-те области на Сенегал. Разположена е в западната част на страната и има излаз на Атлантическия океан. Столицата на областта е град Тиес. Площта ѝ е 6670 км², а населението е 1 788 864 души (по преброяване от 2013 г.). Разделена е на 3 департамента.